# Symphurus diabolicus
Symphurus diabolicus är en fiskart som beskrevs av Mahadeva och Munroe, 1990. Symphurus diabolicus ingår i släktet Symphurus och familjen Cynoglossidae. Inga underarter finns listade i Catalogue of Life.